# Falakika Seilala
Falakika Seilala (morte le 20 février 1869) est une reine coutumière d'Uvea, ayant régné de 1858 à 1869. Elle instaure le titre de Lavelua. Elle succède à son frère Soane-Patita Vaimua Lavelua le 5 décembre 1858. Sa filleule Amelia Tokagahau lui succède le 19 février 1869 après plus de dix ans de règne.

## Biographie
Membre de la dynastie Takumasiva, elle accède au trône le 5 décembre 1858, quelques semaines après la mort de son frère Soane-Patita Vaimua Lavelua Ier, qui la choisit pour lui succéder. La mission catholique joue un rôle important dans sa nomination. Jean-Claude Roux évoque un « choix imposé » par les missionnaires maristes (qui ont converti Uvea au catholicisme au début des années 1840), et il semble que même au sein du clergé, la reine ne fasse pas l'unanimité.
En 1859, elle rencontre des difficultés avec un marchand français, qui doit quitter Wallis.
Son arrivée au pouvoir relance les conflits entre catholiques et les protestants, convertis par des missionnaires wesleyens (méthodistes) venus des Tonga. Ainsi, elle refuse en 1866 d'accorder aux insulaires la liberté religieuse, comme le demande le capitaine d'un navire de la Royal Navy venu soutenir les protestants, et refuse également la demande d'un pasteur wesleyen l'année suivante.
Sa nièce Amelia Tokagahahau Aliki lui succède le 19 février 1869 et elle décède le lendemain.

## Comparaison avec d'autres souveraines d'Océanie
Falakika Seilala est la première souveraine wallisienne à introduire le nom Lavelua comme titre royal. Elle est l'une des quatre femmes à avoir exercé la fonction royale à Uvea, avec Toifale, Amelia Tokagahahau Aliki, et Aloisia Brial. Elle s'inscrit également parmi d'autres reines de Polynésie, comme Salote Tupou III aux Tonga (1918-1965), Liliʻuokalani à Hawaï (1891-1893) ou Pōmare IV à Tahiti (1827-1877).